# Estrées-sur-Noye
Estrées-sur-Noye település Franciaországban, Somme megyében. Lakosainak száma 281 fő (2022. január 1.). Estrées-sur-Noye Cottenchy, Grattepanche, Guyencourt-sur-Noye, Jumel és Remiencourt községekkel határos.

## Népesség
A település népességének változása:
| Lakosok száma | 282  | 278  | 277  | 270  | 271  | 272  | 268  | 274  | 281  |
|               | 2013 | 2015 | 2016 | 2017 | 2018 | 2019 | 2020 | 2021 | 2022 |